# 奎爾沃 (新墨西哥州)
奎爾沃（英語：Cuervo）是位於美國新墨西哥州瓜達盧佩縣的非建制地區。

## 地理
奎爾沃所處的海拔為高於海平面1481米（即4859英呎），而該地所採用的時區為UTC-7，即北美山地时区（MST）。同時該地設有夏令時間，為UTC-7調快一小時，即UTC-6（MDT）。